# مدل پزشکی ناتوانی
مدل پزشکی ناتوانی (به انگلیسی:medical model of disability)، یا مدل پزشکی، بر اساس درک زیست پزشکی از ناتوانی است. این مدل تشخیص ناتوانی را به بدن فیزیکی افراد مرتبط می‌کند. این مدل فرض می‌کند که ناتوانی ممکن است کیفیت زندگی فرد را کاهش دهد و هدف آن کاهش یا اصلاح این ناتوانی با مداخله پزشکی است.
مدل پزشکی بر درمان یا مدیریت بیماری یا ناتوانی تمرکز دارد. مدل پزشکی فرض می‌کند که یک جامعه «دلسوز» یا عادل، منابعی را در مراقبت‌های بهداشتی و خدمات مرتبط سرمایه‌گذاری می‌کند تا بتواند ناتوانی‌ها را از نظر پزشکی درمان یا مدیریت کند. این با هدف گسترش عملکرد و/یا بهبود عملکرد، و امکان زندگی «عادی‌تر» به افراد ناتوان است. مسئولیت و پتانسیل حرفه پزشکی در این زمینه مرکزیت دارد.

## تاریخ
قبل از معرفی مدل زیست پزشکی ، انتقال روایت‌های بیماران به پزشکان بسیار مهم بود. از طریق این روایت‌ها و ایجاد رابطه صمیمانه با بیماران، پزشکان برنامه‌های درمانی را در زمانی که گزینه‌های تشخیصی و درمانی محدود بود، توسعه می‌دادند. این را می‌توان به ویژه با پزشکان اشرافی که در قرن هفدهم و هجدهم به درمان طبقات اجتماعی بالاتر و اشرافی می‌پرداختند، نشان داد.
در سال ۱۹۸۰ میلادی، سازمان بهداشت جهانی (WHO) چارچوبی را با نام International Classification of» Impairments, Disabilities and Handicaps» برای کار با ناتوانان معرفی کرد و منتشر کرد. چارچوب پیشنهادی برای بررسی ه معلولیت و ناتوانی با با استفاده از اصطلاحات «Impairment, Handicap and Disability» می‌باشد.
- «Impairment»  = از دست دادن یا ناهنجاری ساختار یا عملکرد فیزیکی بدن، با منشأ منطقی-روانی، یا فیزیولوژیکی یا تشریحی
- ناتوانی یا «Disability» = هرگونه محدودیت یا از دست دادن عملکرد ناشی از نقص که مانع از انجام یک فعالیت در مدت زمان عادی در نظر گرفته شده برای یک انسان شود.
- «Handicap» = وضعیت نامطلوب ناشی از «impairment» یا ناتوانی فردی که نقشی را که از نظر سن، جنس و عوامل اجتماعی و فرهنگی عادی تلقی می‌شود برای فرد ناتوان محدود می‌کند.